# シカゴ19
『シカゴ19』（Chicago 19）は、アメリカのバンド、シカゴの16枚目のスタジオ・アルバム。1988年発売。

## 概要
『シカゴ18』をデイヴィッド・フォスターのプロデュースで録音した後、バンドは他のプロデューサーと組むことで音楽性を拡げることを決め、このアルバムでは主としてロン・ネヴィソン、そしてチャス・サンドフォードと作業している。レコード・レーベルに関しても変化があり、フル・ムーン・レコーズのレーベルシールがリプライズ・レコーズによって制作されている。
前作への反応と同様、『シカゴ19』はアルバムチャートではほどほどにしか成功しなかったものの（後にプラチナ・アルバム認定を受けた）、シングル曲はヒット作が出ている。「ルック・アウェイ」が第1位、「アイ・ドント・ウォナ・リヴ・ウィズアウト・ユア・ラヴ」が第3位、「ユア・ノット・アロウン」が第10位に入っている。ジェイソン・シェフの声で若干のリミックスを施した「ホワット・カインド・オヴ・マン・ウッド・アイ・ビー」は第5位となっている。
本作は、ヴォーカル兼キーボードを担当していたビル・チャンプリンにスポットライトを当てようとした最初のアルバムであり、このアルバムからヒットしたシングル3曲はいずれもチャンプマンが歌ったものだった。前作での方法を踏襲したアルバムの曲は、その多くがバンドのメンバーでない外部のライター達によって書かれたものだった。最初の2枚のシングルはダイアン・ウォーレン（この当時のチャートを事実上席巻していた）の手によるもので、3枚目はジム・スコットによって書かれたものだったのである。
発売後、バンドメンバー間の葛藤により、1990年にバンド結成以来のオリジナル・メンバーであったドラマーのダニー・セラフィンが解雇された（彼にとってはこのアルバムが参加した最後の作品となった）。バンド結成後、20年以上が経過したところでの出来事だった。彼の後釜には、次のアルバムからセッション・ドラマーのトリス・インボーデンが加入し、現在に至っている。

## 収録曲
1. ハート・イン・ピース　－Heart in Pieces (Tim Feehan, Brian MacLeod; Warner Bros. Music/ATV Music) – 5:04
2. アイ・ドント・ウォナ・リヴ・ウィズアウト・ユア・ラヴ　－I Don't Wanna Live Without Your Love (Diane Warren, Albert Hammond; Warner Bros. Music/Empire Music) – 3:55
3. アイ・スタンド・アップ　－I Stand Up (Robert Lamm, Gerard McMahon; Sutton Way Music/Back Mack Music) – 4:06
4. ウィ・キャン・ラスト・フォーエヴァー　－We Can Last Forever (Jason Scheff, John Dexter; MCA Music/Rondor Music) – 3:45
5. カム・イン・フロム・ザ・ナイト　－Come in From the Night (Bill Champlin, Bruce Gaitsch; Warner Bros. Music) – 4:43
6. ルック・アウェイ　－Look Away (Warren; Warner Bros. Music) – 4:02
7. ホワット・カインド・オヴ・マン・ウッド・アイ・ビー　－What Kind of Man Would I Be? (Scheff, Chas Sandford, Bobby Caldwell; MCA Music/SBK Music/Warner Bros. Music) – 4:21
8. ラナラウンド　－Runaround (Champlin, Scheff; MCA Music/Warner Bros. Music) – 4:10
9. ユア・ノット・アロウン　－You're Not Alone (Jim Scott; Truland Music/Virgin Music Ltd.) – 3:56
10. ヴィクトリアス　－Victorious (Marc Jordan, John Capek; MCA Music/Warner Bros. Music) – 6:03

『シカゴ19』はアメリカ国内では42週間チャートにとどまり、最高で37位まで上がっている。イギリスではチャートに入らなかった。

## 未収録曲
「カム・イン・フロム・ザ・ナイト」の別テイクが存在する。インターネット上で公開された。
「ヴィクトリアス」についても別テイクの存在が知られている。
オーティス・レディングのカヴァーである「アイ・キャント・ターン・ユー・ルース」がアルバムに収録される予定だったが、結局入らなかった。1988年7月のライヴで演奏された。
「ダンシング・イン・ザ・ストリート」というタイトルの曲がアルバムから除外されている。この曲は1989年のテキサス、ヒューストンで、アンコールの一部として演奏された。
「ルック・アウェイ」のデモ・テープが存在するのだが、公開されていない。
「ホワット・カインド・オヴ・マン・ウッド・アイ・ビー」の最初のデモに、発表されているものとは異なる歌詞で歌われているものがある。

## パーソネル
- ビル・チャンプリン (Bill Champlin) - keyboards, lead & background vocals
- ロバート・ラム (Robert Lamm) - keyboards, lead & background vocals
- リー・ラフネイン (Lee Loughnane) - trumpet
- ジェイムズ・パンコウ (James Pankow) - trombone
- ウォルター・パラザイダー (Walter Parazaider) - saxophone
- ジェイソン・シェフ (Jason Scheff) - bass, lead & background vocals
- ダニー・セラフィン (Danny Seraphine) - drums, percussion, programming
- ドウェイン・ベイリー (Dawayne Bailey) - guitar, background vocals (touring)

その他のミュージシャン
- フィリップ・アシュリー、ジョン・キャンベル、チャールズ・ジャッジ - keyboards
- チャス・サンドフォード、ダン・ハフ - guitars
- マイク・マーフィー - programming & cowbell
- ピーター・ケイ、ピーター・メイヤー - additional programming
- キキ・エブセン - programming & keyboards
- エフラン・トロ - drum programming
- タマラ・チャンプリン - additional background vocals
- ティム・フィーハン - additional background vocals on "Heart In Pieces"

## 註
1. ↑  https://www.allmusic.com/album/chicago-19-r3863
2. ↑  “Chicago / シカゴ「シカゴ19」 | Warner Music Japan”. ワーナーミュージック・ジャパン | Warner Music Japan. 2025年3月13日閲覧。